# Federico Valverde
Federico Santiago Valverde Dipetta (Montevideo, 1998. július 22. –) uruguayi válogatott labdarúgó, a Real Madrid játékosa.

## Pályafutása

### Klubcsapatokban
A Peñarol csapatában nevelkedett és itt lett profi játékos. A 2015–16-os szezonban a CA Cerro ellen mutatkozott be a bajnokságban. Az Arsenal, a Barcelona, a Chelsea és a Real Madrid is érdeklődött iránta. 2016 júliusában a Real Madrid igazolta le őt, de csak a második csapatba kapott lehetőséget. Augusztus 27-én a Real Unión ellen debütált az 1–0-ra elvesztett bajnoki mérkőzésen. A következő mérkőzésén a Castilla csapatában megszerezte első gólját az SD Amorebieta ellen. 2017. június 22-én kölcsönbe került a Deportivo La Coruña csapatához, amely az élvonalban szerepelt. Szeptember 10-én mutatkozott be a Real Sociedad ellen Fede Cartabia cseréjeként. A Deportivo csapatában 25 mérkőzésen lépett pályára a szezon során, gólt nem szerzett.
Kölcsönszerződése lejártát követően az első csapat állandó tagja lett. 2018. október 23-án mutatkozott be a cseh Viktoria Plzeň elleni UEFA-bajnokok ligája mérkőzésen.

### A válogatottban
Részt vett a 2015-ös Dél-amerikai U17-es labdarúgó-bajnokságon és a 2017-es U20-as labdarúgó-világbajnokságon. 2017. szeptember 6-án góllal mutatkozott be a felnőtt válogatottban Paraguay ellen 2–1-re megnyert mérkőzésen. A 2018-as labdarúgó-világbajnokságra készülő bő keretnek a tagja volt, de Óscar Tabárez szövetségi kapitány 23 fősre csökkentett keretébe már nem került be.

## Sikerei, díjai

### Klubcsapatokban
Peñarol
- Uruguayi bajnok: 2015–16

 Real Madrid (2)
- Spanyol bajnok (3): 2019–20, 2021–22, 2023-24
- Spanyol szuperkupa (3): 2019–20, 2021–22, 2024
- FIFA-klubvilágbajnokság (1): 2018
- UEFA-bajnokok ligája (2): 2021–22, 2023-24

### Egyéni
- U20-as labdarúgó-világbajnokság – Ezüstlabda: 2017

## Statisztikái

### Klubcsapatokban
Legutóbb frissítve: 2025. január 19-én
| Klub                             | Szezon               | Liga            | Liga  | Nemzeti kupa    | Nemzeti kupa | Európai         | Európai | Egyéb           | Egyéb | Összesen        | Összesen |
| Klub                             | Szezon               | Pályára lépések | Gólok | Pályára lépések | Gólok        | Pályára lépések | Gólok   | Pályára lépések | Gólok | Pályára lépések | Gólok    |
| -------------------------------- | -------------------- | --------------- | ----- | --------------- | ------------ | --------------- | ------- | --------------- | ----- | --------------- | -------- |
| Peñarol                          | 2016                 | 12              | 0     | —               | —            | 1               | 0       | —               | —     | 13              | 0        |
| Real Madrid Castilla             | 2016–17              | 30              | 3     | —               | —            | —               | —       | —               | —     | 30              | 3        |
| Deportivo La Coruña (kölcsönben) | 2017–18              | 24              | 0     | 1               | 0            | —               | —       | —               | —     | 25              | 0        |
| Real Madrid                      | 2018–19              | 16              | 0     | 5               | 0            | 4               | 0       | —               | —     | 25              | 0        |
| Real Madrid                      | 2019–20              | 33              | 2     | 3               | 0            | 6               | 0       | 2               | 0     | 44              | 2        |
| Real Madrid                      | 2020–21              | 24              | 3     | 1               | 0            | 7               | 0       | 1               | 0     | 33              | 3        |
| Real Madrid                      | 2021–22              | 31              | 0     | 2               | 0            | 11              | 0       | 2               | 1     | 46              | 1        |
| Real Madrid                      | 2022–23              | 34              | 7     | 6               | 0            | 11              | 2       | 5               | 3     | 56              | 12       |
| Real Madrid                      | 2023–24              | 37              | 2     | 2               | 0            | 13              | 1       | 2               | 0     | 54              | 3        |
| Real Madrid összesen             | Real Madrid összesen | 175             | 14    | 19              | 0            | 52              | 3       | 12              | 4     | 258             | 21       |
| Teljes karrier                   | Teljes karrier       | 241             | 17    | 20              | 0            | 53              | 3       | 12              | 4     | 326             | 24       |

### A válogatottban
Legutóbb frissítve: 2025. március 30-án
| Uruguay  | Uruguay         | Uruguay |
| Év       | Pályára lépések | Gólok   |
| -------- | --------------- | ------- |
| 2017     | 4               | 1       |
| 2018     | 4               | 0       |
| 2019     | 12              | 1       |
| 2020     | 2               | 0       |
| 2021     | 13              | 1       |
| 2022     | 12              | 1       |
| 2023     | 8               | 2       |
| 2024     | 12              | 2       |
| 2025     | 2               | 0       |
| összesen | 69              | 8       |

### Góljai a válogatottban
| #  | Dátum               | Helszín                                                     | Ellenfél | Gól | Végeredmény | Verseny                                    |
| -- | ------------------- | ----------------------------------------------------------- | -------- | --- | ----------- | ------------------------------------------ |
| 1. | 2017. szeptember 5. | Estadio Defensores del Chaco, Asunción, Paraguay            | Paraguay | 1–0 | 2–1         | 2018-as világbajnokság-selejtező           |
| 2. | 2019. június 7.     | Estadio Centenario, Montevideo, Uruguay                     | Panama   | 3–0 | 3–0         | Barátságos mérkőzés                        |
| 3. | 2021. szeptember 5. | Estadio Campeón del Siglo, Montevideo, Uruguay              | Bolívia  | 2–0 | 4–2         | 2022-es világbajnokság-selejtező           |
| 4. | 2022. március 29.   | Estadio San Carlos de Apoquind, Santiago, Chile             | Chile    | 2–0 | 2–0         | 2022-es világbajnokság-selejtező           |
| 5. | 2023. március 24.   | Japan National Stadium, Tokió, Japán                        | Japán    | 1–0 | 1–1         | 2023-as Kirin-kupa                         |
| 6. | 2023. szeptember 8. | Estadio Centenario, Montevideo, Uruguay                     | Chile    | 2–1 | 3–1         | 2026-os labdarúgó-világbajnokság-selejtező |
| 7. | 2024. június 27.    | MetLife Stadium, East Rutherford, Amerikai Egyesült Államok | Bolívia  | 4–0 | 5–0         | 2024-es Copa América                       |
| 8. | 2024. november 19.  | Arena Fonte Nova, Salvador, Brazília                        | Brazília | 1–0 | 1–1         | 2026-os labdarúgó-világbajnokság-selejtező |